# Cuando estoy triste
«Cuando estoy triste», también conocida como «Cajita de música», es una canción escrita por Jose Pedroni y compuesta por Damián Sánchez. Popularizada por Mercedes Sosa en su álbum " A que florezca mi pueblo" Esta canción se encuentra también en el álbum de Canto a la ternura, de Damián Sánchez. 